# Metro de Doha
El Metro de Doha es un sistema de tránsito rápido en Doha, la capital de Catar, que entró en funcionamiento el 8 de mayo de 2019. Cuenta con tres líneas con una longitud total aproximada de 76 km y 37 estaciones.
Sirve al área metropolitana de Doha, conformada por la conurbación de las ciudades de Doha, Rayán, Jor y Al Wakrah, en Catar. El metro es administrado y mantenido por la RKH Qitarat, una empresa conjunta formada por Hamad Group (51 %) y los operadores de tránsito franceses Keolis y RATP Dev (49 %).
El Metro de Doha forma parte del plan de conexión ferroviaria a nivel urbano y en un futuro ser conectado con el proyecto del Tren de Larga Distancia de Catar. 
La Red cuenta con una cuarta línea proyectada cuya finalización se estima en 2026.

### Líneas
El Metro de Doha consiste en tres líneas abiertas en fases desde 2019 hasta 2020, con una fecha estimada de finalización en 2026. Las líneas roja, verde y dorada se irradian desde un intercambiador en Msheireb, en el centro de Doha.
| Línea  | Símbolo | Fecha inauguración | Largo km | Estaciones | Terminal                                           | Status                  |
| ------ | ------- | --- | -------- | ---------- | -------------------------------------------------- | ----------------------- |

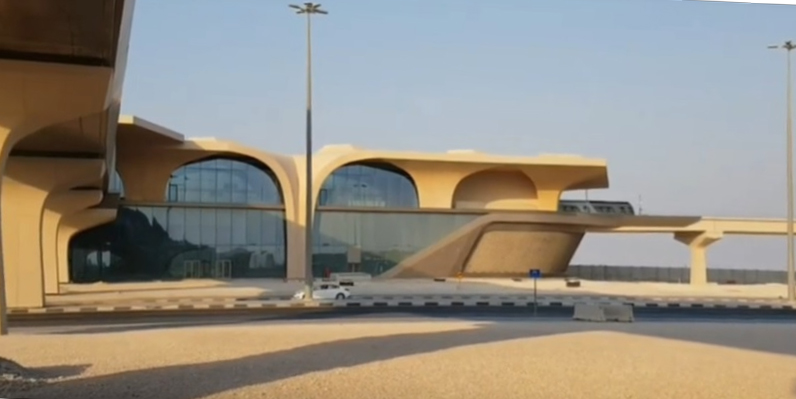
Vista de la ya completada estación de Al Wakrah (parte la línea Roja) en junio de 2019

| Roja   |         | 8 de mayo de 2019 (Desde Al Qassar a Al Wakra) 10 de diciembre de 2019 (Aeropuerto Internacional Hamad, Katara, Universidad de Catar y Lusail) | 40       | 18         | Lusail Aeropuerto Internacional Hamad Al Wakra     | Totalmente operacional. |
| Verde  |         | 10 de diciembre de 2019 | 22       | 11         | Al Riffa Al Mansoura                               | Totalmente operacional. |
| Dorada |         | 21 de noviembre de 2019 | 14       | 11         | Al Azizyah Ras Bu Aboud                            | Totalmente operacional. |
| Azul   |         | Est 2026/27 | 17.5     | 14         | Terminal 2 Aeropuerto Internacional Hamad West bay | Planeada                |
| Total  | Total   | Total | 93       | 54         |                                                    |                         |

### Diseño
El diseño de las estaciones fue seleccionado en octubre de 2013 por el Emir de Catar. El diseño es denominado "Espacios abovedados" y deriva de la arquitectura islámica histórica, utilizando la arquitectura islámica de una manera moderna. UNStudio, la empresa responsable del diseño de las estaciones del metro, destacó la arquitectura vernácula de la región, actuando como puente entre el pasado y el futuro del país.  Uno de los elementos clave del diseño es la forma exterior de las estaciones, realizado mediante el uso de materiales modernos y brillantes para simular el interior de una ostra. Los distintos niveles de las estaciones se abren entre sí para brindar a los pasajeros la sensación de comodidad, fusionando además las funciones de iluminación y ventilación en las formas de los arcos. El diseño de "Espacios abovedados" fue seleccionado de un total de seis propuestas y planes maestros presentados para la construcción de las estaciones.

### Material rodante
Los 75 trenes sin conductor de tres coches para el sistema de metro son suministrados conjuntamente por las empresas japonesas Mitsubishi Corporation y Kinki Sharyo. Los primeros cuatro juegos se entregaron en agosto de 2017.

### Sistema de señalización, telecomunicaciones y seguridad
La empresa francesa Thales suministró la señalización, las telecomunicaciones, el sistema de seguridad, el centro de control de operaciones y el sistema automático de cobro de tarifas.

### Vía y fuente de alimentación
Mitsubishi Heavy Industries suministró la vía y la infraestructura de alimentación eléctrica. La empresa también suministró las puertas de las plataformas y el sistema de ventilación del túnel y fue responsable de la gestión general del proyecto y la integración del sistema.

## Operaciones y servicios
Las tres líneas del metro operan bajo el sistema de Automatic Train Operation (ATO), con trenes automatizados sin conductor. Personal de seguridad y de asistencia al pasajero se encuentra ubicado en las estaciones. 
Los coches de pasajeros se dividen en tres categorías y dos clases: Goldclub, que es el servicio de primera clase; el servicio estándar (Standard), donde solo son permitidos varones, y la categoría Family, que permite a mujeres que viajan solas y a solteras, mujeres casadas acompañadas de sus maridos y con menores de edad, quedando restringido el ingreso de hombres que viajan solos.
A partir de septiembre de 2020, todas las estaciones y los trenes cuentan con Wi-Fi gratuito para los usuarios, previo registro con un código que es enviado a través de un SMS.